# Killalady
"Killalady" är den tredje singeln från den österrikiska musikgruppen Trackshittaz. Den släpptes den 25 januari 2011 som den tredje och sista singeln från deras debutalbum Oidaah pumpn muas's. Låten är skriven av gruppmedlemmen Lukas Plöchl samt producenterna Martin Kromar och Florian Cojocaru. Låten låg 7 veckor på den österrikiska singellistan där den nådde plats 2 som bäst.

## Listplaceringar
| Lista (2011) | Topplacering |
| ------------ | ------------ |
| Österrike    | 2            |